# Nemessányi Árpád
Nemessányi Árpád (Budapest, 1944. május 15. –) magyar súlyemelő sportoló, edző.

## Pályafutása

### Súlyemelőként
Átlagos magasságú (170 cm), erős testi felépítésű (90 kg), izomzata kiválóan segítette sporteredményeinek elérését. A súlyemelést megelőzően 1960-tól egy évig a Ferencvárosban kajakozott. Néhány hónappal később a Kossuth Lajos Közgazdasági Technikum testnevelő tanára, Tállay János Csinger Gyulához, a MAFC súlyemelő szakosztályának edzőjéhez irányította. Az érettségit követően - mivel a MAFC abszolút amatőr klub volt - 1962 nyarán átigazolt a Csepel SC-be. 1962-ben tizennyolc évesen robbant be a magyar súlyemelés élvonalába. A BKV Előre sportcsarnokban  minden fogása új országos ifjúsági csúcs volt. Veres Győzővel jó barátságban volt – ez nagyon keveseknek adatott meg –,  aminek hatására – nincs formába, indokolták – 1965-ben a Teheráni világbajnokságra nem delegálták. A világbajnoksággal egy időben itthon rendeztek egy amolyan „bizonyító” viadalt. Az eredményével negyedik lehetett volna Teheránban! 1967-től Veres Győzővel külön edzettek az ő bunkerszerű pincéjében - egyébként abban az évben Csepelről Tatabányára, a Tatabányai Bányász Sport Clubhoz igazolt. Végig Veres mellett állt, amolyan csendes szimpatizánsként - a rosszabb oldalon. 1972-ben vonult vissza az aktív versenyzéstől.

## Sportvezetőként
Az Építőkben majd a BKV Előrében edzősködött, 1985-től pedig úszómesterként dolgozott. A Magyar Súlyemelő-szövetség (MASZ) edzőbizottságának tagja, a MAFC képviseletében. Nemzetközi versenybíróként tevékenykedik.

## Sikerei, díjai
Komárom megye olimpikonja kétszer lett VI. helyezett. Első alkalommal Japán-ban, ahol Tokió adott otthont a XVIII., az 1964. évi nyári olimpiai játékok súlyemelő tornájának, második esetben Mexikóvárosban az 1968. évi nyári olimpiai játékok súlyemelő tornájának félnehézsúly versenyén.